# Malo Polje (Ajdovščina)
Malo Polje (Duits: Pöll) is een plaats in Slovenië en maakt deel uit van de gemeente Ajdovščina in de NUTS-3-regio Jugovzhodna Slovenija. De plaats telde 71 inwoners op 1 januari 2020.